# Sleepover (film 2004)
Sleepover è un film per ragazzi del 2004 diretto da Joe Nussbaum ed è interpretato da Alexa Vega, Mika Boorem, Jane Lynch, Sam Huntington, Sara Paxton, Brie Larson, Steve Carell e Jeff Garlin.

## Trama
L'ultimo giorno delle scuole medie, prima del suo primo anno alle scuole superiori, Julie Corky ha un pigiama party con le sue tre amiche Hannah, Farrah e Yancy. Il quartetto finalmente ha la possibilità di vivere l'avventura della vita. Un gruppo di ragazze popolari, guidate da Stacey Blake, sfida le ragazze ad una caccia al tesoro. Il premio sarà l'ambito posto per il pranzo, nei pressi della fontana del liceo. Mentre ai perdenti spetterà sedersi ai tavoli vicini ai cassonetti della scuola.
La lista comprende cose come fare una foto all'interno di un night club, rubare delle insegne da una ditta locale di sicurezza privata, e prendere un paio di boxer a Steve Philips, il ragazzo più carino della scuola. Le ragazze escono così di nascosto dalla casa di Julie, e utilizzano la Smart del padre di Yancy per potersi spostare nei vari posti e ottenere così gli oggetti necessari, mentre cercano di non farsi arrestare da una guardia di sicurezza, Patroltek, oltre che a tentare di non farsi scoprire dai genitori di Julie. Durante la loro caccia al tesoro, Steve Philips vede Julie andare sullo skateboard in abito elegante e ne rimane impressionato. Più tardi le ragazze si incontrano alla scuola di danza, dopo aver recuperato tutti gli oggetti della lista.
Steve Philips finisce per essere incoronato re al ballo, e scegliendo Julie come sua "dama" per il ballo della vittoria, dandole la corona, assicura la vittoria ai suoi amici. Mentre Julie e Steve stanno ballando, anche le altre ragazze si mettono a ballare con dei ragazzi. Yancey balla con un ragazzo che si è appena trasferito per un lavoro estivo e che lei aveva incontrato in precedenza quella notte. Stacie vede il suo fidanzato Todd ballare con un'altra ragazza che afferma anch'essa di essere la fidanzata di Todd ormai da sei mesi. Dopo che i due rompono, Stacie condivide un ballo con un amico skater trasandato di Julie.